# Peter Niehusen
Peter Niehusen (15 de julio de 1951) es un deportista alemán que compitió para la RFA en remo.
Participó en los Juegos Olímpicos de Montreal 1976, obteniendo una medalla de bronce en la prueba de cuatro con timonel. Ganó tres medallas en el Campeonato Mundial de Remo entre los años 1966 y 1975, y una medalla en el Campeonato Europeo de Remo de 1965.

## Palmarés internacional
| Juegos Olímpicos   | Juegos Olímpicos         | Juegos Olímpicos  | Juegos Olímpicos   |
| Año                | Lugar                    | Medalla           | Prueba             |
| ------------------ | ------------------------ | ----------------- | ------------------ |
| 1976               | Montreal (Canadá)        | Medalla de bronce | Cuatro con timonel |
| Campeonato Mundial |                          |                   |                    |
| Año                | Lugar                    | Medalla           | Prueba             |
| 1966               | Bled (Yugoslavia)        | Medalla de oro    | Ocho con timonel   |
| 1974               | Lucerna (Suiza)          | Medalla de bronce | Cuatro con timonel |
| 1975               | Nottingham (Reino Unido) | Medalla de bronce | Cuatro con timonel |
| Campeonato Europeo |                          |                   |                    |
| Año                | Lugar                    | Medalla           | Prueba             |
| 1965               | Duisburgo (RFA)          | Medalla de oro    | Ocho con timonel   |